# Hugues Bayet
Hugues Bayet (Dinant, 12 april 1975) is een Belgisch politicus voor de Parti Socialiste (PS).

## Levensloop
Na humaniora te hebben gevolgd aan het Institut Saint-Joseph in Châtelet ging Hugues Bayet economische wetenschappen en humanresourcesmanagement studeren aan de ULB, waar hij in 1999 uiteindelijk een licentiaat in de arbeidswetenschappen zou behalen. Tijdens zijn studententijd was hij tevens actief in het verenigingsleven, meer bepaald in de jeugd- en de animatiesector. In Farciennes stichtte Bayet in 1995 de vzw OxyJeunes, die hij tot 2004 zou leiden en de nadruk legde op waarden als samenwerking en tolerantie. Onder zijn directeurschap werd de vzw door de Franse Gemeenschap formeel erkend als een jeugdorganisatie, telde ze vijftien medewerkers en meer dan duizend leden en beschikte ze over afdelingen in heel Wallonië. Ook ging OxyJeunes opleidingen rond jeugdbeleid aanbieden aan het verenigingsleven, gemeenten en OCMW's. Daarenboven werd hij in 1999 voorzitter van de Franstalige Jeugdraad, de Conseil de la Jeunesse d’Expression française.
Bayet ging eveneens militeren voor de PS en was van 2001 tot 2003 voorzitter van de Mouvement des Jeunes Socialistes, de jongerenafdeling van de partij. Tezelfdertijd zat hij ook het Comité voor Internationale Relaties van de Jeugd voor. Van 2002 tot 2006 was hij communicatieverantwoordelijke van de minister-president van de Waalse Regering, eerst Jean-Claude Van Cauwenberghe en daarna Elio Di Rupo. Daarna was hij van 2006 tot 2007 kabinetschef van Waals minister van Volksgezondheid Christiane Vienne en van 2007 tot 2009 directeur was op het kabinet van Franse Gemeenschapsminister van Jeugd en Onderwijs voor Sociale Promotie Marc Tarabella. Ook werd hij bestuurder van de sociale huisvestingsmaatschappij Sambre et Biesme, de Autonome Haven van Charleroi en de afvalverwerkingsintercommunale ICDI, alsook van de krantengroep SudPresse en radiozender Vivacité.
In oktober 2000 werd hij op 25-jarige leeftijd verkozen tot gemeenteraadslid van Farciennes. Sinds 2006 is hij er burgemeester. In deze hoedanigheid volgende hij Fabrice Minsart (PS) op.
In juni 2009 stond Bayet als tweede opvolger op de Waalse PS-lijst voor het arrondissement Charleroi, maar als gevolg van een reeks verzakingen kon hij toch de eed afleggen als Waals Parlementslid en lid van het Parlement van de Franse Gemeenschap. In het Waals Parlement was hij van 2011 tot 2014 ondervoorzitter van de commissies Leefmilieu, Ruimtelijke Ordening en Mobiliteit en van 2013 tot 2014 voorzitter van de commissie Begroting, Financiën, Werk, Opleiding en Sport.
Bij de verkiezingen van mei 2014 werd Hugues Bayet vanop de derde plek van de PS-lijst verkozen tot lid van het Europees Parlement. Hij maakte deel uit van de fractie van de Progressieve Alliantie van Socialisten en Democraten en was er onder meer lid van de commissie voor economische en monetaire zaken (ECON). 
Na vijf jaar Europees Parlement werd hij in mei 2019 vanop de derde plaats van de PS-lijst verkozen tot lid van de Kamer van volksvertegenwoordigers in de kieskring Henegouwen. Door de interne regels van de PS-federatie van het arrondissement Charleroi, die het cumuleren van politieke functies aan banden had gelegd, diende hij hierdoor te kiezen tussen zijn parlementair mandaat en zijn burgemeesterschap, maar uiteindelijk bleef Bayet beide functies uitoefenen, omdat de nationale partij het cumuleren van deze mandaten niet verbood en zich niemand aandiende om hem te vervangen als burgemeester. In de Kamer werd hij lid van de commissie Begroting en Financiën en de commissie Landsverdediging. Bij de federale verkiezingen van juni 2024 werd Bayet vanop de zevende plaats van de PS-lijst in Henegouwen herkozen voor een tweede termijn in de Kamer.

## Eretekens
- 2019: ridder in de Orde van Leopold II[7]